# Крива паланка
Крива паланка (понякога в старата литература Криворечна паланка или Егри паланка, на македонска литературна норма: Крива Паланка; на турски: Egri Palanka, Егри Паланка) е град в североизточната част на Северна Македония, център на едноименната община Крива паланка.

## География
Градът е разположен в подножието на Осоговската планина на двата бряга на Крива река и притока ѝ Дурачка река в областта Славище. Крива паланка е отдалечена на 100 km от столицата Скопие. В непосредствена близост на града се намира ГКПП Деве баир с България. Само на 2 km от центъра на града се намира Осоговският манастир.

## История
През 1689 укрепената Крива паланка е епицентър на Въстанието на Петър Карпош, в края на което е опожарена. Църквата „Свети Димитър“ е построена в 1833 г. През 1845 година в Крива паланка е построена нова българска църква, а в двора ѝ българско училище. Според свидетелства на посетили селището през 1859 година американски мисионери, то има 3 хиляди жители, мнозинството от тях българи. През 1868 година официално е създадена Паланечката българска община.
В началото на XX век Крива паланка е смесено българо-турско градче в Османската империя. Според статистиката на Васил Кънчов („Македония. Етнография и статистика“) от 1900 г. паланката е населявана от 1500 жители българи християни, 2500 турци, 20 власи и 320 цигани.
Според патриаршеския митрополит Фирмилиан в 1902 година в селото има само 3 сръбски патриаршистки къщи. В началото на XX век християнското население на Крива паланка е изцяло под върховенството на Българската екзархия. По данни на секретаря на екзархията Димитър Мишев („La Macédoine et sa Population Chrétienne“) през 1905 година в Паланка има 1364 българи екзархисти и функционират българско основно и прогимназиално училище. Според секретен доклад на българското консулство в Скопие 2 къщи в града до 1903 година признават Цариградската патриаршия.
През септември 1910 година градът пострадва по време на обезоръжителната акция на младотурците. На 11 септември всички членове на българската община, начело с архиерейския наместник, са арестувани и предадени на военнополевия съд в Скопие, а наместничеството е затворено. Сръбският архиерейски наместник поп Наце започва заедно със сръбски учители и жандарми обиколки на казата, за да приканват селяните да избегнат побоите и изтезанията като станат сърбомани.
При избухването на Балканската война в 1912 година 27 души от Крива паланка са доброволци в Македоно-одринското опълчение.
Поне 15 души родом от Крива паланка, в редиците на българската армия, загиват на фронта във войните за национално обединение на България.
По време на българското управление във Вардарска Македония в годините на Втората световна война, Величко В. Кулев от Шумен е български кмет на Крива Паланка от 8 октомври 1941 година до 2 април 1943 година. След това кмет е Димитър Т. Петров от Сливен (2 април 1943 - 9 септември 1944).
Според преброяването от 2002 година Крива паланка има 14 558 жители.
| Националност     | Всичко |
| северномакедонци | 13 758 |
| албанци          | 0      |
| турци            | 2      |
| роми             | 668    |
| власи            | 2      |
| сърби            | 88     |
| бошняци          | 1      |
| други            | 39     |

Градът има положителен демографски прираст и един от малкото в страната, в които този прираст се дължи не на албанско население.
Поради стратегическото местоположение на Крива паланка на паневропейски транспортен коридор 8 се предвижда да бъде продължена железопътната линия до границата с България и Гюешево, която е изградена до село Беляковце.

## Личности
В XIX и началото на XX век Крива паланка е със смесено турско-българско население. Водач на българските възрожденски борби в Паланечко и представител на Първия български църковно-народен събор е поп Георги Паланецки. Едни от известните кривопаланци са дейците на Вътрешната македоно-одринска революционна организация Александър Димитраков, член на Централния ѝ комитет, и Манасий Лучански. От Паланка е и видният български писател Димитър Хаджилиев. Сред македонците по националност се открояват имената на югославския политик и учен Борис Арсов, режисьора и сценарист Кирил Ценевски, министрите Ненад Новковски и Мери Младеновска-Георгиевска.

## Други
На Криворечна паланка е наречена улица в квартал „Красна поляна 3“ в София (Карта).